# Църква на Англия
 Тази статия е за институцията.  За християнското течение вижте Англиканство.  
Църквата на Англия (на английски: Church of England) е официалната християнска църква в Англия и родоначалник на световното Англиканско съобщество.
Счита се за част от традицията на западното християнство и за начало на своето съществуване счита пътуването на Августин Кентърбърийски до Англия през 597 година. Той е бенедектински монах, изпратен от папата с мисия да въведе християнството в Англия. Основаната от него църква става част от римската католическа църква и признава върховенството на папата.
По-късно, по време на царуването на Хенри VIII, Църквата на Англия се отделя от Римокатолическата през 1534 г. и с акт на парламента се превръща в самостоятелна (т.нар. Act of Supremacy), с което се поставя началото на Реформацията в Англия. По време на царуването на кралица Мери, църквата възвръща подчинението си на Рим през 1555 г. С възкачването на престола на кралица Елизабет I обаче зависимостта от папата е отново отхвърлена с приемането на т.нар. Act of Supremacy 1558. Католици и протестанти се борят за надмощие в определянето на официалната църковна доктрина и ритуали до Елизабетинското религиозно споразумение от 1558 г., според което църквата на Англия е както католическа, така и реформирана.
- Католическа е в смисъл, че е част от универсалната църква на Исус Христос, която е продължение на ранната християнска апостолическа и средновековна църква. Това се изразява в спазване на учението на ранните Отци на Църквата, формализирано в Апостолското, Никео-Цариградското и Афанасиевското верую[3].

- Реформирана е в смисъл, че е оформена от доктриналните и институционални принципи на Протестантската реформация от 16 век. Протестантският характер на Църквата на Англия се открива в Тридесет и двата члена на „Веруюто“ на англиканското вероизповедание, приети официално като част от религиозното споразумение на Елизабет. Ритуалите и литургията на Църквата на Англия се основават на традицията отпреди Реформацията, като това се вижда в Общия молитвeник (The Book of Common Prayer) от 1552 г., но претърпяват влиянието и на литургическите и доктринални принципи на Реформацията[3].

През 17 век начело на църквата на Англия се оказват привърженици на пуританството и презвитерианството, но с Реставрацията на кралската власт през 1660 г. този период приключва. В съвременната Църква на Англия съществуват различни доктринални течения, които най-общо се разделят на англо-католически и евангелистки, отразявайки историческото разделение. От 1994 година насам се ръкополагат също и жени за свещеници.
От времето на Реформацията литургията е на английски език. Общият молитвeник е създаден от Томас Кранмър въз основа на оригинални произведения и преводи от латински. Църквата приема също така пеенето на химни и псалми от конгрегацията.
Структурата на управление на църквата се основава на традиционните енории, които са обединени в диоцези, начело с епископ. Архиепископът на Кентърбъри е главният архиепископ и главен ръководител на Църквата на Англия и символичен глава на световната Англиканска съобщност. Общият синод (General Synod of the Church of England), съставен от епископи, духовници и миряни, е законодателно тяло за църквата. Парламентът има право да одобрява всички негови решения.